# تامی لاج
تامی لاج (انگلیسی: Tommy Lodge; ۱۶ آوریل ۱۹۲۱ – ژوئیه ۲۰۱۲) بازیکن فوتبال اهل بریتانیا بود.
از باشگاه‌هایی که در آن بازی کرده‌است می‌توان به باشگاه فوتبال سنت جانستون و باشگاه فوتبال هادرزفیلد تاون اشاره کرد.